# Чаткыч, Омер
Оме́р Чаткы́ч (тур. Ömer Çatkıç ; 15 октября 1974, Эскишехир, Турция) — турецкий футболист, вратарь. Бронзовый призёр ЧМ-2002 и КК-2003 в составе сборной Турции.

## Клубная карьера
Всю свою профессиональную футбольную карьеру Омер Чаткыч провёл в турецких клубах. Начинал в 1992 году в клубе «Эскишехирспор». С 1998 по 2004 играл в «Газиантепспоре», далее он играл в «Генчлербирлиги» и «Бурсаспор» из города Бурса, прежде чем почти после четырёхлетнего отсутствия вернулся в клуб из Газиантепа. С 2008 года игрок «Антальяспора».

## Национальная сборная
В национальной сборной Турции Чаткыч играл с 1999 по 2005 годы, за этот период он провёл 19 матчей, в основном он был запасным вратарём сборной, уступая пост основного голкипера легендарному Рюштю Речберу. Омер Чаткыч призывался в сборную Турции для участия в крупный международных турнирах среди которых Евро-2000, а также чемпионат мира 2002 и Кубок конфедераций 2003, на котором он провёл два матча и пропустил два мяча.

## Достижения
- Турция
  - Четвертьфинал ЧЕ-2000
  - Бронзовый призёр ЧМ-2002
  - Бронзовый призёр КК-2003